# Хлипняч Ярослав Олексійович
Ярослав Олексійович Хлипняч (29 травня 1930, Кривка, Турківський район, Львівська область — 23 січня 2012) — діяч антирадянського підпілля на Західній Україні, репресований, політв'язень. Почесний громадянин Мукачевого (2002).

## Біографія
Народився в селі Кривка (нині Турківського району Львівської області) в багатодітній селянській родині.
Батьки Ярослава до 1922 року жили в Америці, де у них народилося четверо дівчат. А коли в селі померла бабка, то вони повернулися у рідне село та зайнялися домашнім господарством. Тут і народився Ярослав. У 1937 році він вступив до сільської школи, а 1942 року — до гімназії міста Турка Дрогобицької області.
У 1945–1947 роках був учасником підпілля ОУН та УПА. 1947 року — заарештований органами НКВД і засуджений військовим трибуналом на 10 років виправно-трудових таборів (Воркута, Караганда, Сибір). У таборах Ярослав Хлипняч був запеклим відмовником: він жодного дня не пропрацював на радянський режим.
Після смерті Сталіна, у 1955 році Ярослава Хлипняча було звільнено з таборів як «неповнолітнього засудженого за політичні переконання», але без права повернення в УРСР.
Оселився на Уралі у рідних. Влаштувався на роботу на меблеву фабрику. Закінчив вечірню середню школу, а потім заочно — Свердловський деревообробний технікум. Працював начальником постачання і збуту фабрики, а згодом був переведений заступником директора фабрики. На цій посаді працював протягом 21 року до виходу на пенсію.
Після розпаду Радянського Союзу, у 1992 році, Ярослав Олексійович разом із сім'єю повернувся в Україну. Поселився в місті Мукачеві, де проживала його мати, сестра і два брати.
Ярослав Хлипняч брав активну участь у політично-громадському та культурному житті Мукачевого. Написав і видав у «Карпатській вежі» нарис «Спогади політв'язня» та збірку віршів. Був заступником керівника (Миколи Луціва) та, згодом, керівником Мукачівської міськрайонної організації Товариства політичних в'язнів і репресованих.

## Джерело
- Пагиря В. В., Федів Є. Т. Творці історії Мукачева. — Ужгород : ТДВ «Патент», 2011. — 120 с., іл. ISBN 978-617-589-012-7